# Boardman (Oregon)
Boardman is een plaats (city) in de Amerikaanse staat Oregon, en valt bestuurlijk gezien onder Morrow County.

## Demografie
Bij de volkstelling in 2000 werd het aantal inwoners vastgesteld op 2855.
In 2006 is het aantal inwoners door het United States Census Bureau geschat op 3068, een stijging van 213 (7,5%).

## Geografie
Volgens het United States Census Bureau beslaat de plaats een oppervlakte van
10,2 km², waarvan 9,3 km² land en 0,9 km² water. Boardman ligt op ongeveer 94 m boven zeeniveau.

## Plaatsen in de nabije omgeving
De onderstaande figuur toont nabijgelegen plaatsen in een straal van 40 km rond Boardman.